# Eifelrennen 1933
Eifelrennen 1933 je bila neprvenstvena dirka za Veliko nagrado v sezoni 1933. Odvijala se je 28. maja 1933 na nemškem dirkališču Nürburgring-Nordschleife. Pred 100.000 gledalci je zmagal Tazio Nuvolari, Scuderia Ferrari, z dirkalnikom Alfa Romeo Monza, drugi je bil Manfred von Brauchitsch, Daimler-Benz AG, z dirkalnikom Mercedes-Benz SSKL, tretji pa Nuvolarijev moštveni kolega, Piero Taruffi.

## Poročilo

### Pred dirko
Dirka je potekala teden dni po dirki Avusrennen in je bila edina pomembnejša dirka na znamenitem 22,81 km dolgem dirkališču Nürburgring-Nordschleife. Za zmago je bila razpisana nagrada 3.500 mark, drugo mesto 2.300, tretje 1.400 in četrto mesto 1.000 mark. 
Večina dirkačev na štartni listi je sodelovalo tudi na dirki Avusrennen pred tednom dni, le moštvo Bugatti s svojimi velikimi dirkalniki Bugatti T54 se dirke ni udeležilo, saj niso bili primerni za tako zavito dirkališče. Baconin Borzacchini je sodeloval na dirki Targa Florio, tako da sta za moštvo Scuderia Ferrari ob Taziu Nuvolariju dirkala Eugenio Siena in novinec Piero Taruffi, ki je bil presenečen nad številnimi ovinki dirkališča. Dirkal je tudi Louis Chiron, katerega dirkalnik Alfa Romeo Monza so od dirke Avusrennen uspeli popraviti, Daimler-Benz AG pa je na dirko pripeljal dirkalnik Mercedes-Benz SSKL, s katerim je dirkal Manfred von Brauchitsch. Nastopal je tudi nemški dirkač Herbert Wimmer, ki je kupil dirkalnik Bugatti T35B od Paula Pietscha, ki je zdaj dirkal z Alfo Romeo Monza, tudi na tej dirki, z enakim dirkalnik pa je dirkal tudi avstrijski dirkač Charly Jellen. Rudolf Steinweg je dirkal s starejšim Bugattijem, za privatno ekipo Equipe Villars-Waldthausen pa sta bila na dirko prijavila oba dirkača, Julio Villars in Horst von Waldthausen. Na dirko so bili prijavljeni tudi madžarski dirkač László Hartmann z Bugattijem T35B, Luigi Fagioli iz tovarniškega moštva Officine A. Maserati z dirkalnikom Maserati 8CM in George Eyston z Monzo. Na dirki sta nastopala tudi luksemburški Norbert Sinner z Bugattijem T51 in kljub pozni prijavi tudi španski dirkač Jean-Marie de Texidor z Bugattijem T35B.

### Prosti trening
Na prvi dan prostih treningov, v četrtek, zaradi močnega dežja ni dirkalo veliko dirkačev. Večina se je udeležila le petkovega treninga, najhitrejši so bili  Nuvolari, Siena, Taruffi, Chiron in von Brauchitsch, prav tako hitra pa sta bila Villars in von Waldthausen. Trening je minil brez nesreč, za favorita dirke pa je tako med gledalci kot tudi poznavalci veljal Nuvolari. Najboljši štartni položaj je izžrebal Taruffi.

### Dirka
Pred 100.000 je na še mokri stezi povedel Taruffi, Fagioli, von Waldthausen in Eyston pa so obtičali na štartu. Ob koncu prvega kroga je vodstvo prevzel Chiron, ki ga je odpeljal v času 12:36. V drugem krogu je vodstvo napadal Nuvolari in ob koncu kroga je uspel prehiteti Chirona in si začel ustvarjati prednost pred Chironon, von Brauchitschem in ostalimi. V petem krogu je moral Chiron na postanek v bokse in izgubil drugo mesto, zaradi predrtega rezervoarja za gorivo. Chiron je moral že v osmem krogu ponovno v bokse, von Brauchitsch pa je držal drugo mesto in brez postanka v boksih uspel ostati pred Taruffijem, Chironom, Pietschem in Jellenom.
Steinweg je moral odstopiti zaradi okvare motorja, podobno se je primerilo tudi Villarsu. Wimmer je zletel s steze v obcestni jarek, kjer je obtičal, Nuvolari pa je med tem povečeval svojo prednost. Taruffi, za katerega je bila to prva dirka na tem dirkališču, je še vedno držal tretje mesto, Chiron pa z enako šasijo kot Nuvolari, a s šibkejšim 2,3 L motorjem ni mogel slediti tempu vodilnega. Nuvolari je zmagal brez, da bi bilo njegovo vodstvo kdaj ogroženo, von Brauchitsch je osvojil drugo mesto, Chiron, ki je opravil kar štiri postanke v boksih pa je bil četrti, za Taruffijem, tik pred koncem dirke pa je moral še na peti postanek. Prvi štirje so svoja mesta zadržali do cilja, peti je bil Hartmann, šesti Pietsch, sedmi in zadnji uvrščeni pa Siena.  

## Rezultati

### Dirka
| Poz | Št | Dirkač                  | Moštvo                     | Dirkalnik          | Krogi | Čas/Odstop | Št. m. |
| --- | -- | ----------------------- | -------------------------- | ------------------ | ----- | ---------- | ------ |
| 1   | 1  | Tazio Nuvolari          | Scuderia Ferrari           | Alfa Romeo Monza   | 15    | 3:00:59    | 4      |
| 2   | 4  | Manfred von Brauchitsch | Daimler-Benz AG            | Mercedes-Benz SSKL | 15    | 3:06:54    | 2      |
| 3   | 6  | Piero Taruffi           | Scuderia Ferrari           | Alfa Romeo Monza   | 15    | 3:09:09    | 1      |
| 4   | 2  | Louis Chiron            | Privatnik                  | Alfa Romeo Monza   | 15    | 3:11:48    | 3      |
| 5   | 7  | Laszlo Hartmann         | Privatnik                  | Bugatti T35B       | 15    | 3:12:12    | 8      |
| 6   | 14 | Paul Pietsch            | Privatnik                  | Alfa Romeo Monza   | 15    | 3:13:29    | 11     |
| 7   | 5  | Eugenio Siena           | Scuderia Ferrari           | Alfa Romeo Monza   | 15    | 3:18:11    | 7      |
| Ods | 12 | Charly Jellen           | Privatnik                  | Alfa Romeo Monza   |       |            | 6      |
| Ods | 11 | Norbert Sinner          | Privatnik                  | Bugatti T51        |       |            | 12     |
| Ods | 15 | Herbert Wimmer          | Privatnik                  | Bugatti T35B       |       | Trčenje    | 9      |
| Ods | 9  | Julio Villars           | Equipe Villars-Waldthausen | Alfa Romeo Monza   |       | Motor      | 5      |
| Ods | 8  | Rudolf Steinweg         | Privatnik                  | Bugatti T35C       |       | Ventil     | 10     |
| Ods | ?  | Jean-Marie de Texidor   | Privatnik                  | Bugatti T35B       |       |            | 13     |
| DNS | 3  | Luigi Fagioli           | Officine A. Maserati       | Maserati 8CM       |       |            |        |
| DNS | 10 | Horst von Waldthausen   | Equipe Villars-Waldthausen | Alfa Romeo Monza   |       |            |        |
| DNS | 16 | George Eyston           | Privatnik                  | Alfa Romeo Monza   |       |            |        |